# Gaëtan Paquiez
Gaëtan Paquiez (Valréas, 15 februari 1994) is een Frans voetballer die doorgaans speelt als rechtsback. In juli 2022 verruilde hij Nîmes Olympique voor Grenoble.

## Clubcarrière
Paquiez speelde in de jeugd van Nîmes Olympique. Hier maakte hij zijn professionele debuut op 8 januari 2016, toen thuis tegen Stade Brest met 2–0 gewonnen werd door doelpunten van Anthony Koura en Larry Azouni. Paquiez mocht van coach Bernard Blaquart in de basis beginnen en hij speelde het gehele duel mee. Zijn eerste doelpunt maakte de rechtsback op 12 november 2017, toen in de Coupe de France gespeeld werd tegen Athlético Marseille. In de derde minuut van de blessuretijd tekende hij voor het enige doelpunt van de wedstrijd. In de zomer van 2018 promoveerde Nîmes door een tweede plaats in de Ligue 2 naar de Ligue 1. Hierop verlengde Paquiez zijn verbintenis tot medio 2020. In juni 2019 kreeg hij contractverlenging tot medio 2022. Na afloop van dit contract tekende Paquiez voor twee jaar bij Grenoble. In november 2023 werd zijn verbintenis opengebroken en met een jaar verlengd tot medio 2025. In juni 2025 kwam er een jaar bij zijn contract.

## Clubstatistieken
| Seizoen | Club            | Competitie | Competitie | Competitie | Beker | Beker | Internationaal | Internationaal | Totaal | Totaal |
| Seizoen | Club            | Competitie | Wed.       | Dlp.       | Wed.  | Dlp.  | Wed.           | Dlp.           | Wed.   | Dlp.   |
| ------- | --------------- | ---------- | ---------- | ---------- | ----- | ----- | -------------- | -------------- | ------ | ------ |
| 2015/16 | Nîmes Olympique | Ligue 2    | 17         | 0          | 1     | 0     | —              | —              | 18     | 0      |
| 2016/17 | Nîmes Olympique | Ligue 2    | 22         | 0          | 1     | 0     | —              | —              | 23     | 0      |
| 2017/18 | Nîmes Olympique | Ligue 2    | 24         | 0          | 4     | 1     | —              | —              | 28     | 1      |
| 2018/19 | Nîmes Olympique | Ligue 1    | 20         | 0          | 0     | 0     | —              | —              | 20     | 0      |
| 2019/20 | Nîmes Olympique | Ligue 1    | 21         | 0          | 4     | 0     | —              | —              | 25     | 0      |
| 2020/21 | Nîmes Olympique | Ligue 1    | 16         | 0          | 1     | 0     | —              | —              | 17     | 0      |
| 2021/22 | Nîmes Olympique | Ligue 2    | 30         | 0          | 3     | 0     | —              | —              | 33     | 0      |
| 2022/23 | Grenoble        | Ligue 2    | 22         | 0          | 5     | 0     | —              | —              | 27     | 0      |
| 2023/24 | Grenoble        | Ligue 2    | 29         | 0          | 2     | 0     | —              | —              | 31     | 0      |
| 2024/25 | Grenoble        | Ligue 2    | 30         | 1          | 1     | 0     | —              | —              | 31     | 1      |
| Totaal  | Totaal          | Totaal     | 231        | 1          | 22    | 1     | 0              | 0              | 253    | 2      |

Bijgewerkt op 30 juni 2025.